# 对不起 (贾斯汀·比伯歌曲)
〈對不起〉（英語：Sorry）是加拿大歌手贾斯汀·比伯第四张专辑《我的决心》（2015）中的歌曲，由贾斯汀·比伯、茱莉亞·麥可斯、賈斯汀·特蘭特、斯克里莱克斯、BloodPop所写，后两者是此曲的制作人。
它在2015年10月22日作为此专辑的第二支单曲释出。〈對不起〉是一支舞厅流行、热带浩室和慢波特歌曲。在歌词中，比伯请求原谅和自我赎罪的机会，“对不起”正是他对爱人的恳求，恳求自己能有道歉的机会。
商业上，本曲共在13个国家的排行榜上登顶。它在加拿大百强单曲榜上共登顶7周。在美国的《公告牌》百强单曲榜上登顶3周，并在2016年2月13日被同专辑第三支单曲〈愛你自己〉取代，这使得贾斯汀·比伯成为了该榜历史上第12个自己接替自己夺冠的艺人。他在英国单曲排行榜达成了同样的成就，是历史上第三个做到的艺人。仅在2016年，该曲就在全球售出超过1000万份，成为当年最畅销的单曲之一。